# Águas de Santa Bárbara
Águas de Santa Bárbara is een gemeente in de Braziliaanse deelstaat São Paulo. De gemeente telt 5.612 inwoners (schatting 2009).

## Aangrenzende gemeenten
De gemeente grenst aan Agudos, Avaré, Cerqueira César, Iaras, Manduri, Óleo en Santa Cruz do Rio Pardo.